# Taussac-la-Billière
Taussac-la-Billière (okzitanisch: Tauçac) ist eine französische Gemeinde mit 462 Einwohnern (Stand: 1. Januar 2022) im Département Hérault in der Region Okzitanien. Sie gehört zum Arrondissement Béziers und zum Kanton Clermont-l’Hérault.

## Geographie
die Gemeinde Taussac-la-Billière liegt im Regionalen Naturpark Haut-Languedoc, etwa 32 Kilometer nordnordwestlich von Béziers am Mare im Gebirgsmassiv der Monts de l’Espinouse. Umgeben wird Taussac-la-Billière von den Nachbargemeinden Saint-Gervais-sur-Mare im Nordwesten und Norden, Saint-Étienne-Estréchoux im Nordosten, La Tour-sur-Orb im Nordosten und Osten, Le Pradal im Osten, Villemagne-l’Argentière im Südosten, Hérépian und Lamalou-les-Bains im Süden, Combes im Südwesten sowie Rosis im Westen.

## Bevölkerungsentwicklung
| Jahr                       | 1962 | 1968 | 1975 | 1982 | 1990 | 1999 | 2006 | 2014 | 2020 |
| Einwohner                  | 287  | 219  | 213  | 259  | 330  | 352  | 407  | 443  | 455  |
| Quellen: Cassini und INSEE |      |      |      |      |      |      |      |      |      |

## Sehenswürdigkeiten
- Kirche Sainte-Germaine in La Billière
- Kirche Notre-Dame-de-Pitié in Taussac
- Kapelle Notre-Dame in Maurian
- Kapelle Notre-Dame in Horte
- Kapelle Saint-Jean-de-la-Paix-de-Dieu, 1983 als ökumenisches Gotteshaus erbaut

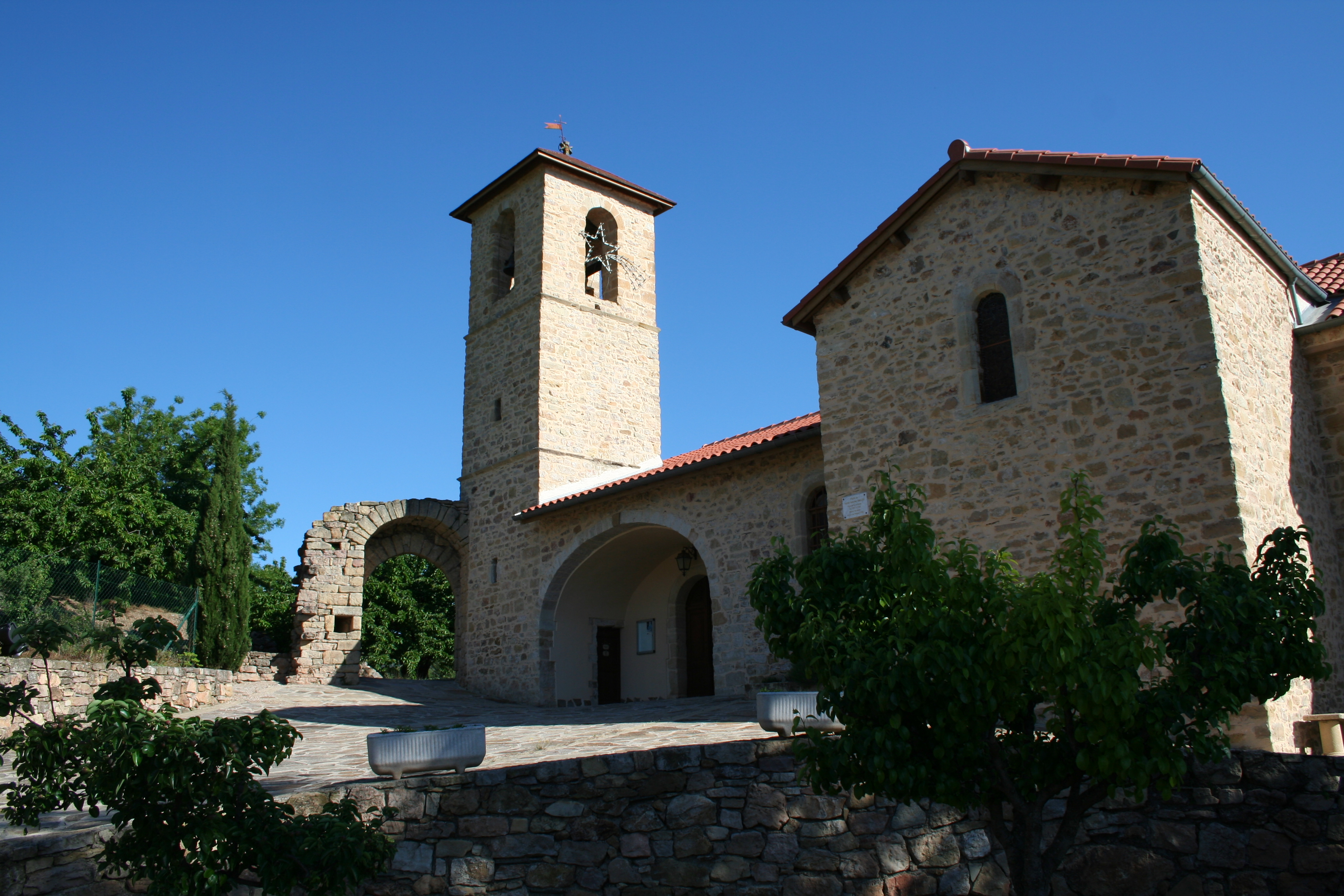
Kirche Notre-Dame-de-Pitié
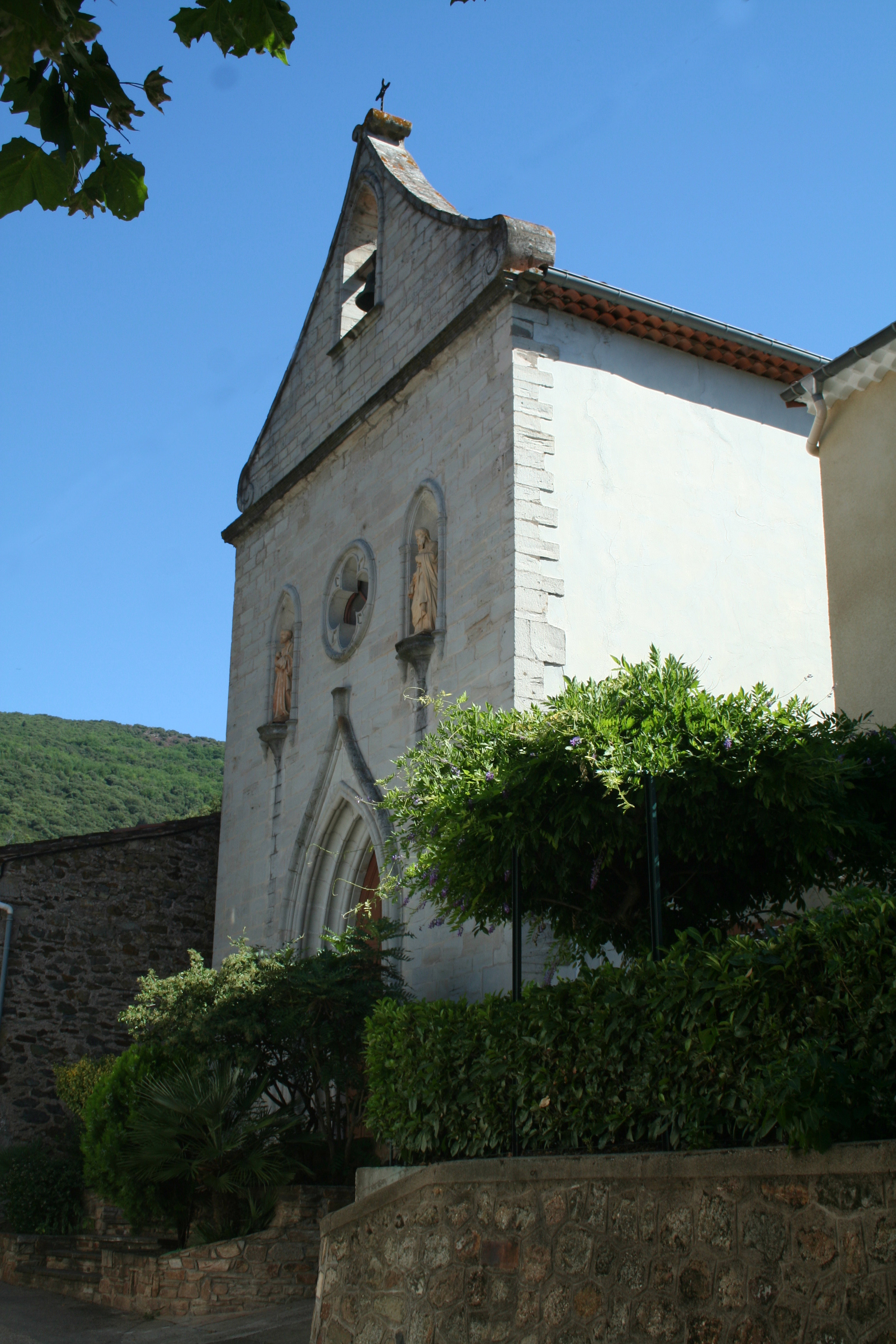
Kirche Sainte-Germaine
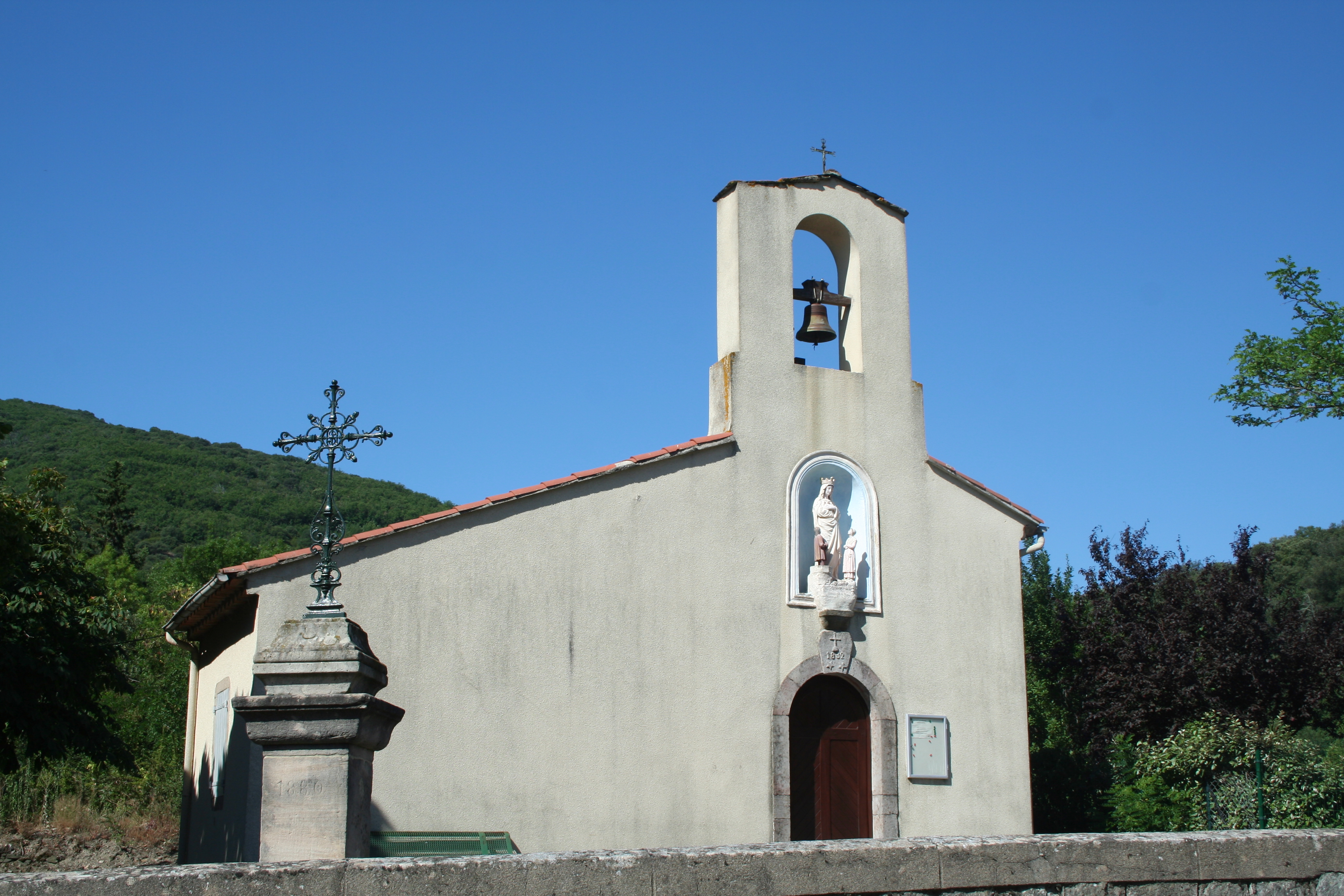
Kapelle Notre-Dame in Horte
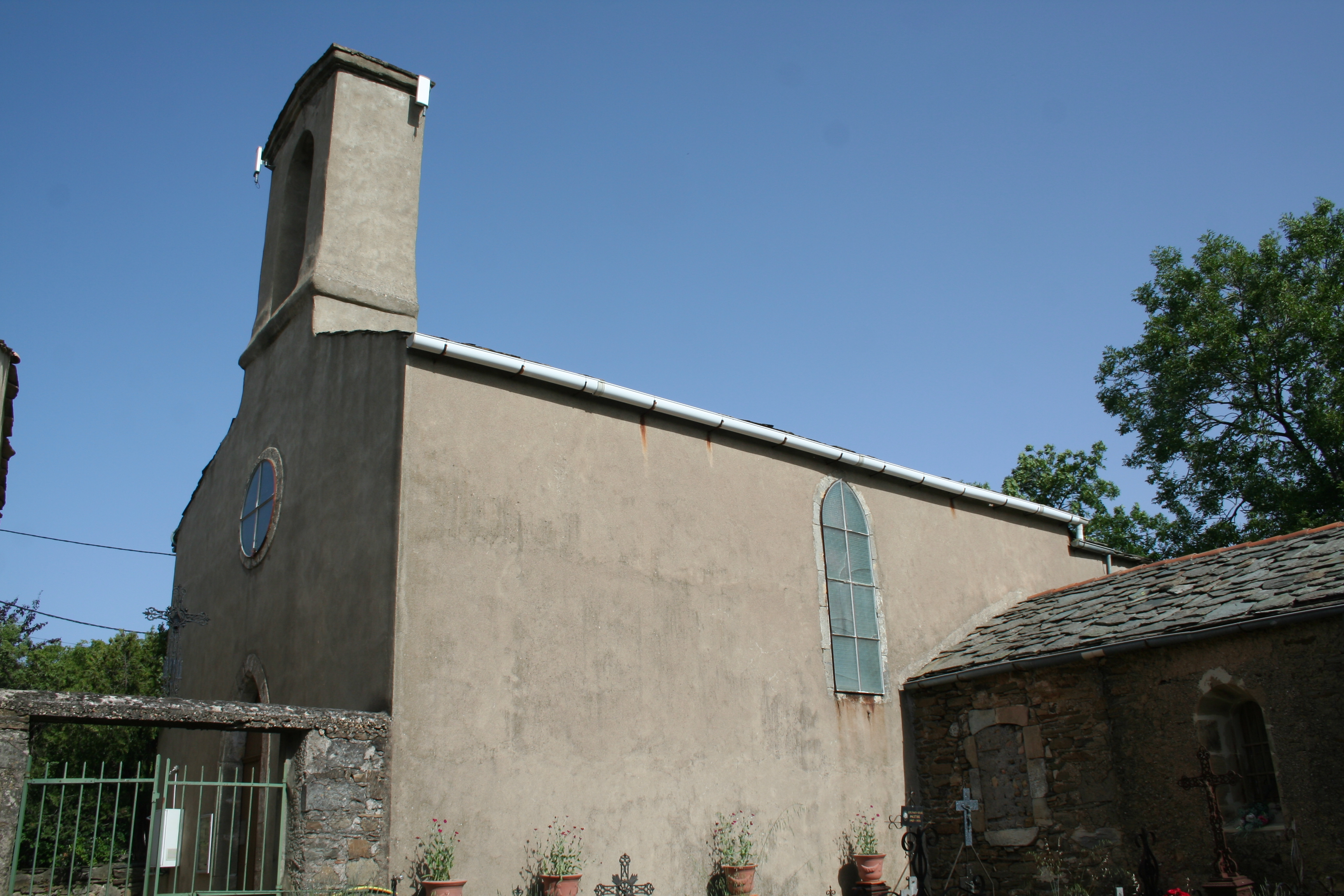
Kapelle Notre-Dame in Maurian